# مطار فوشان شادي
مطار فوشان شادي (بالصينية: 佛山沙堤机场) (إياتا: FUO، إيكاو: ZGFS) مطار عسكري/عام يقع بمدينة فوشان في غوانغدونغ في الصين. يبلغ طول المدرج 2800 م . بدأت الرحلات التجارية في عام 1985، لكنها توقفت في عام 2002 بسبب سياسة الحكومة. أعيد فتح المطار للجمهور في عام 2009. من المخطط أن يستبدل بمطار بيرل ريفر دلتا الدولي الجديد في مدينة غينغي، منطقة غومينغ.

## شركات الطيران والوجهات
| شركـات طيـران         | الوجهات |
| --------------------- | --- |
| China United Airlines | مطار بكين داشينغ الدولي، مطار فويانغ شيغوان، مطار فوتشو تشانغله الدولي، مطار هاندان، مطار حيفي شينكياو الدولي، مطار هوايان ليانشوي (تبدأ في 22 يوليو 2023)، مطار نانيانغ جيانغ يينغ، مطار اوردوس إيجين هورو، مطار جينجيانغ تشيوانتشو، مطار شانغهاي هونغكياو الدولي، مطار شانغهاي بودنغ الدولي، مطار شيجياتشوانغ تشنغدينغ الدولي، مطار شيهيان ودانغشان، مطار تاييوان وسو الدولي، مطار تايتشو وقياو، مطار تانغشان سانوهي، مطار تيانجين الدولي (تبدأ في 21 يوليو 2023)، مطار ونزهو يونجقيانج الدولي، Wuhu، مطار شينغي |

## وصلات خارجية
- http://www.flightstats.com/go/Airport/airportDetails.do?airportCode=FUO